# تشارلي أهيرن
تشارلي أهيرن (بالإنجليزية: Charlie Ahearn)‏ هو كاتب سيناريو ومخرج أمريكي، ولد في 1951 في بينغامتون في الولايات المتحدة.

## وصلات خارجية
- تشارلي أهيرن على موقع IMDb (الإنجليزية)
- تشارلي أهيرن على موقع ميوزك برينز (الإنجليزية)
- تشارلي أهيرن على موقع قاعدة بيانات الفيلم (الإنجليزية)